# Geranomyia rufescens
Geranomyia rufescens är en tvåvingeart som först beskrevs av Friedrich Hermann Loew 1851.  Geranomyia rufescens ingår i släktet Geranomyia och familjen småharkrankar.
Artens utbredningsområde är Puerto Rico. Inga underarter finns listade i Catalogue of Life.